# Wahlkreis Ludwigshafen am Rhein I
Der Wahlkreis Ludwigshafen am Rhein I (Wahlkreis 36, bis zur Landtagswahl 2016 noch Wahlkreis 35) ist einer von zwei Landtagswahlkreisen in Ludwigshafen am Rhein in Rheinland-Pfalz. Er umfasst die Nördliche und die Südliche Innenstadt sowie die Stadtteile Friesenheim, Mundenheim und Rheingönheim.

## Wahl 2021
Bei der Landtagswahl 2021 vom 14. März 2021 entfielen im Wahlkreis auf die einzelnen Wahlvorschläge:
| Direktkandidaten    | Partei           | Wahlkreisstimmen in % | Landesstimmen in % |
| ------------------- | ---------------- | --------------------- | ------------------ |
| Anke Simon          | SPD              | 37,8                  | 36,8               |
| Tobias Mahr         | CDU              | 19,9                  | 19,3               |
| Johannes Thiedig    | AfD              | 12,8                  | 12,0               |
| Andreas Werling     | FDP              | 8,8                   | 5,6                |
| Konstantin Fröhlich | Grüne            | 14,5                  | 12,0               |
| Jovana Dzalto       | Die Linke        | 6,2                   | 3,9                |
| –                   | Freie Wähler     | –                     | 2,8                |
| –                   | Piraten          | –                     | 0,9                |
| –                   | ÖDP              | –                     | 0,6                |
| –                   | Klimaliste       | –                     | 1,0                |
| –                   | Die PARTEI       | –                     | 1,4                |
| –                   | Tierschutzpartei | –                     | 2,0                |
| –                   | Volt             | –                     | 1,6                |

## Wahl 2016
Die Ergebnisse der Wahl zum 17. Landtag Rheinland-Pfalz vom 13. März 2016:
| Direktkandidaten                  | Partei    | Wahlkreisstimmen | Landesstimmen |
| --------------------------------- | --------- | ---------------- | ------------- |
| Anke Simon                        | SPD       | 40,0 %           | 36,3 %        |
| Christian Beilmann                | CDU       | 25,7 %           | 21,2 %        |
| Bernhard Braun                    | GRÜNE     | 8,3 %            | 6,7 %         |
| Thomas Schell                     | FDP       | 10,4 %           | 6,2 %         |
| Liborio Ciccarello                | DIE LINKE | 7,8 %            | 4,4 %         |
| Roman Schmitt                     | PIRATEN   | 7,7 %            | 1,2 %         |
| –                                 | AfD       | –                | 18,8 %        |
| –                                 | Sonstige  | –                | 5,2 %         |
| Wahlberechtigte: 49.882 Einwohner |           |                  |               |
| Wahlbeteiligung: 58,4 %           |           |                  |               |

- Direkt gewählt wurde Anke Simon (SPD).[3]

## Wahl 2011
Die Ergebnisse der Wahl zum 16. Landtag Rheinland-Pfalz vom 27. März 2011:
| Direktkandidaten                  | Partei    | Wahlkreisstimmen | Landesstimmen |
| --------------------------------- | --------- | ---------------- | ------------- |
| Anke Simon                        | SPD       | 41,4 %           | 39,6 %        |
| Christian Beilmann                | CDU       | 29,3 %           | 27,1 %        |
| Thomas Schell                     | FDP       | 3,0 %            | 3,4 %         |
| Bernhard Braun                    | GRÜNE     | 14,1 %           | 16,2 %        |
| Ingrid Aigner                     | Die Linke | 5,2 %            | 5,2 %         |
| Marco Steigert                    | REP       | 2,7 %            | 2,3 %         |
| Bernhard Weichel                  | NPD       | 1,8 %            | 1,9 %         |
| Roman Schmitt                     | PIRATEN   | 2,4 %            | 2,6 %         |
| –                                 | Sonstige  | –                | 1,7 %         |
| Wahlberechtigte: 49.801 Einwohner |           |                  |               |
| Wahlbeteiligung: 50,5 %           |           |                  |               |

- Direkt gewählt wurde Anke Simon (SPD).[4]
- Bernhard Braun (GRÜNE) wurde über die Landesliste (Listenplatz 8) in den Landtag gewählt.[6]

## Wahl 2006
Die Ergebnisse der Wahl zum 15. Landtag Rheinland-Pfalz vom 26. März 2006:
| Direktkandidaten                  | Partei   | Wahlkreisstimmen | Landesstimmen |
| --------------------------------- | -------- | ---------------- | ------------- |
| Jutta Steinruck                   | SPD      | 45,4 %           | 47,3 %        |
| Josef Keller                      | CDU      | 31,8 %           | 27,6 %        |
| Friedrich Bauer                   | FDP      | 5,7 %            | 6,1 %         |
| Bernhard Braun                    | GRÜNE    | 6,8 %            | 5,8 %         |
| Otto Steigert                     | REP      | 6,9 %            | 5,3 %         |
| Lothar Dippel                     | WASG     | 3,5 %            | 3,5 %         |
| –                                 | Sonstige | –                | 4,3 %         |
| Wahlberechtigte: 49.130 Einwohner |          |                  |               |
| Wahlbeteiligung: 48,6 %           |          |                  |               |

- Direkt gewählt wurde Jutta Steinruck (SPD).[7]
- Josef Keller (CDU) wurde über die Landesliste (Listenplatz 8) in den Landtag gewählt.[9]